# Louis Aimé Japy
Pour les articles homonymes, voir Japy (homonymie).
Pour les autres membres de la famille, voir Famille Japy.
Louis Aimé Japy, né le 19 octobre 1839 das le quartier Berne, commune de Seloncourt (Doubs) et mort le 8 janvier 1916 à Paris, est un peintre français de l'École de Barbizon.

## Biographie
Fils de Louis Japy et de Joséphine Louise Sandherr, et ne souhaitant pas poursuivre dans l'industrie familiale, Louis Aimé Japy se livre entièrement à sa passion, la peinture de paysage. Il est l'élève de Louis Français, de Camille Corot et de Paul Lecomte. On lui doit une série de paysages de Franche-Comté, mais également des régions de la Bretagne, de la Picardie et de l'Oise. Corot le considère comme l'un de ses meilleurs élèves.
Il débute au Salon en 1864 et y exposera jusqu'au début de la Première Guerre mondiale. Il obtient une médaille au Salon de 1870, une médaille de seconde classe au Salon de 1873 et devient sociétaire du Salon des artistes français en 1883. Japy expose Le retour du troupeau au Salon de 1885. Il effectue un voyage en Italie, dont il rapporte quelques tableaux.
Par ailleurs, son travail est récompensé par la médaille d’argent à l’Exposition Universelle de 1889, puis à celle de 1900.
Louis Aimé Japy reçoit les insignes de chevalier de la Légion d'honneur en 1906.
Marié à Sophie Louise Emma Däschner, il meurt le 8 janvier 1916 à son domicile au 31 boulevard Berthier à Paris 17e.

## Collections publiques
- Bar-le-Duc, musée barrois : Paysage
- Musée d'Évreux : Le Soir dans les bouleaux, huile sur toile[3]
- Le Puy-en-Velay, musée Crozatier :
  - Étude d'arbres, huile sur toile[4]
  - Paysage, vers 1900, huile sur toile[5]
- Palais des beaux-arts de Lille : Paysage, huile sur toile[6]
- Musée des beaux-arts de Pau : Avril dans les bois de Pierrefonds, 1887, huile sur toile[7]
- Lagny-sur-Marne, musée Gastien-Bonnet
- Langres
- Limons
- Morlaix
- Paris,  musée du Louvre, département des Arts graphiques.
- Roanne
- Saint-Étienne
- Amsterdam
- Budapest
- Manchester
- Washington

## Expositions
- 1888, exposition collective à la Galerie Georges Petit à Paris
- 1889, Exposition universelle de 1889, médaille d'argent
- 1897, exposition à Rennes : Paysage pastoral
- 1900, Exposition universelle de 1900, médaille d'argent
- Paris, Galerie Charpentier : Le Troupeau près de l'étang, brume du matin
- Exposition des Beaux-arts à Mâcon en 1907 : n°94 : Marais, n°95 : Rivière
- Exposition des Beaux-arts à Mâcon en 1912 : n°140 : Crépuscule, n°141 : Bords de l'eau (Probablement le tableau titré Bords de l'Arroux)

## Archives
- Emmanuelle Roy, Le peintre Louis-Aimé Japy (1839-1916). Vie et œuvre, mémoire de maîtrise, Université Bordeaux III, 1989